# Erytrea na Letnich Igrzyskach Olimpijskich Młodzieży 2010
Erytreę na Letnich Igrzyskach Olimpijskich Młodzieży w Singapurze w 2010 reprezentowało 7 sportowców w 2 dyscyplinach.

## Skład kadry

### Kolarstwo
- Senait Araya Debesay
- Samuel Akelom Gebremedhin
- Yonas Kidane Merese
- Haben Ghebretinsae Negasi

### Lekkoatletyka
- Chuchu Jorjo
- Samrawit Mengisteab - bieg na 3000 m -  brązowy medal
- Abrar Osman - bieg na 3000 m -  złoty medal